# Cátia Mazari Oliveira
Cátia Mazari Oliveira (Setúbal, 1983) es una cantautora portuguesa más conocida por su nombre artístico A Garota Não (La chica no). En 2023 ganó el premio a Mejor Intérprete en los Globos de Oro de la SIC.

## Trayectoria
Cátia Mazari Oliveira nació en Setúbal el 29 de octubre de 1983. Creció en el barrio 2 de Abril, un barrio social de la ciudad de donde se fue con 25 años.
Se licenció en Comunicación y Cultura por la Academia de Bellas Artes de Lisboa y continuó su formación en el área de periodismo en el CENJOR (Centro Protocolar de Formação Profissional para Jornalistas). Durante dos años aprendió a tocar el piano, y después la guitarra.
Trabajó durante cuatro años en Popular FM, al lado de José Manuel Rosendo, asegurando la Agenda Cultural de la emisora. También fue profesora de inglés y natación. En 2019 lanzó su primer disco, al que llamó Rua das Marimbas nº7 .

## Reconocimientos
En 2019, A Garota Não ganó el Premio al Mejor Videoclip en el Festival de Cine de Arouca por el vídeo musical de la canción Adamastor.
En 2022, su álbum 2 de Abril fue considerado el mejor del año por Antena 3 y Altamont. También fue incluido en la lista de los 50 Mejores Álbumes portugueses de 2022 elaborada por la revista Blitz, situando a  2 de Abril en la segundo posición.Ese mismo año, Mazari fue una de los 48 autores invitados por el Ayuntamiento de Lisboa a escribir una frase alusiva a la libertad como parte de los festejos del 48 aniversario del 25 de abril, y que después fueron pintadas en el suelo de la ciudad.
En 2023 ganó el Globo de Oro SIC (Sociedade Independente de Comunicação), en la categoría de Mejor Intérprete, que agradeció con un discurso - poema.